# تالاپوسا (جورجیا)
تالاپوسا، جورجیا (به انگلیسی: Tallapoosa, Georgia) یک شهر در ایالات متحده آمریکا با جمعیت ۲٬۷۸۹ نفر است که در جورجیا واقع شده‌است.

## موقعیت جغرافیایی
موقعیت جغرافیایی شهرها و مناطق اطراف به شرح زیر است: